# Londoner Hof (Kempten)

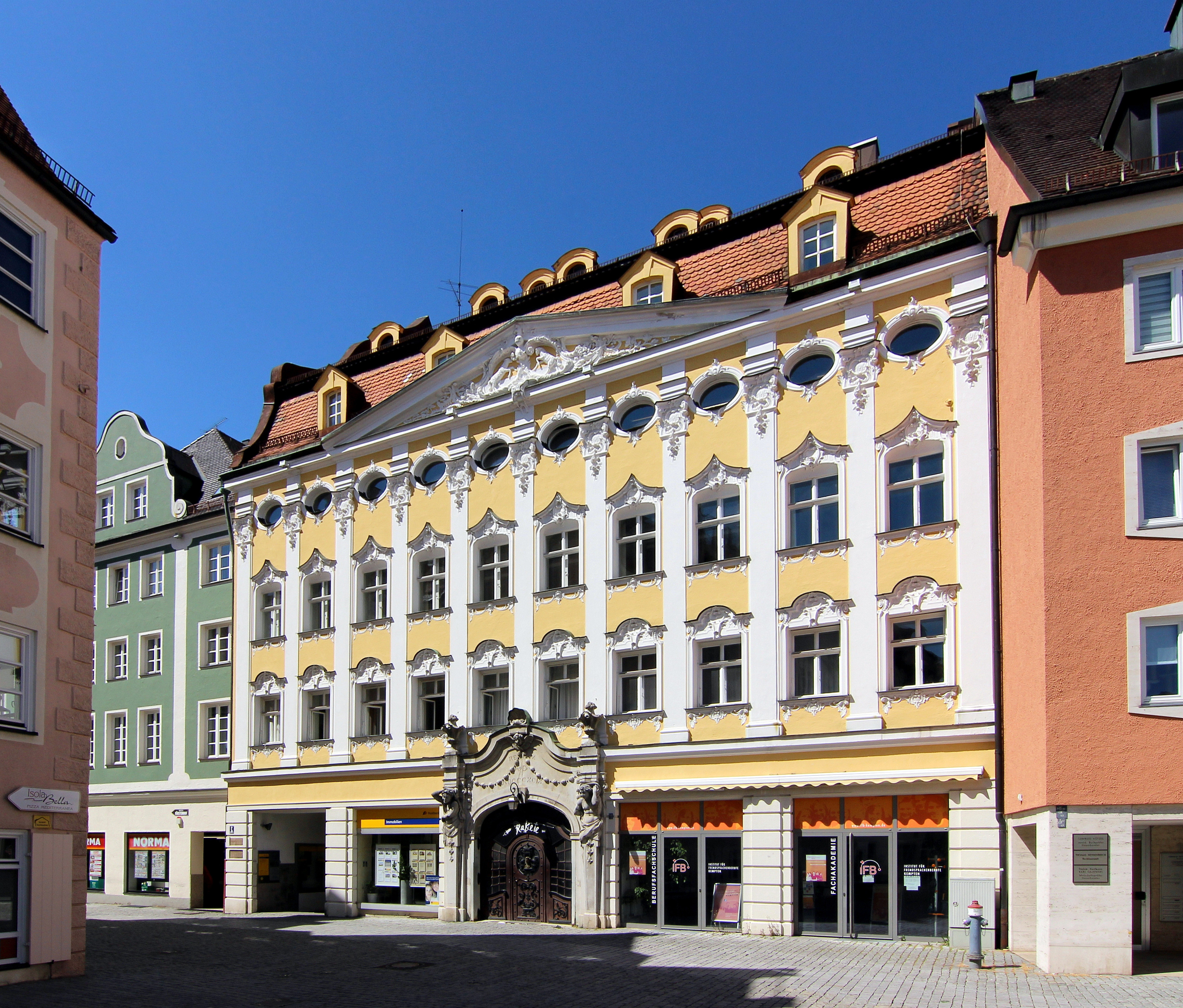
Londoner Hof

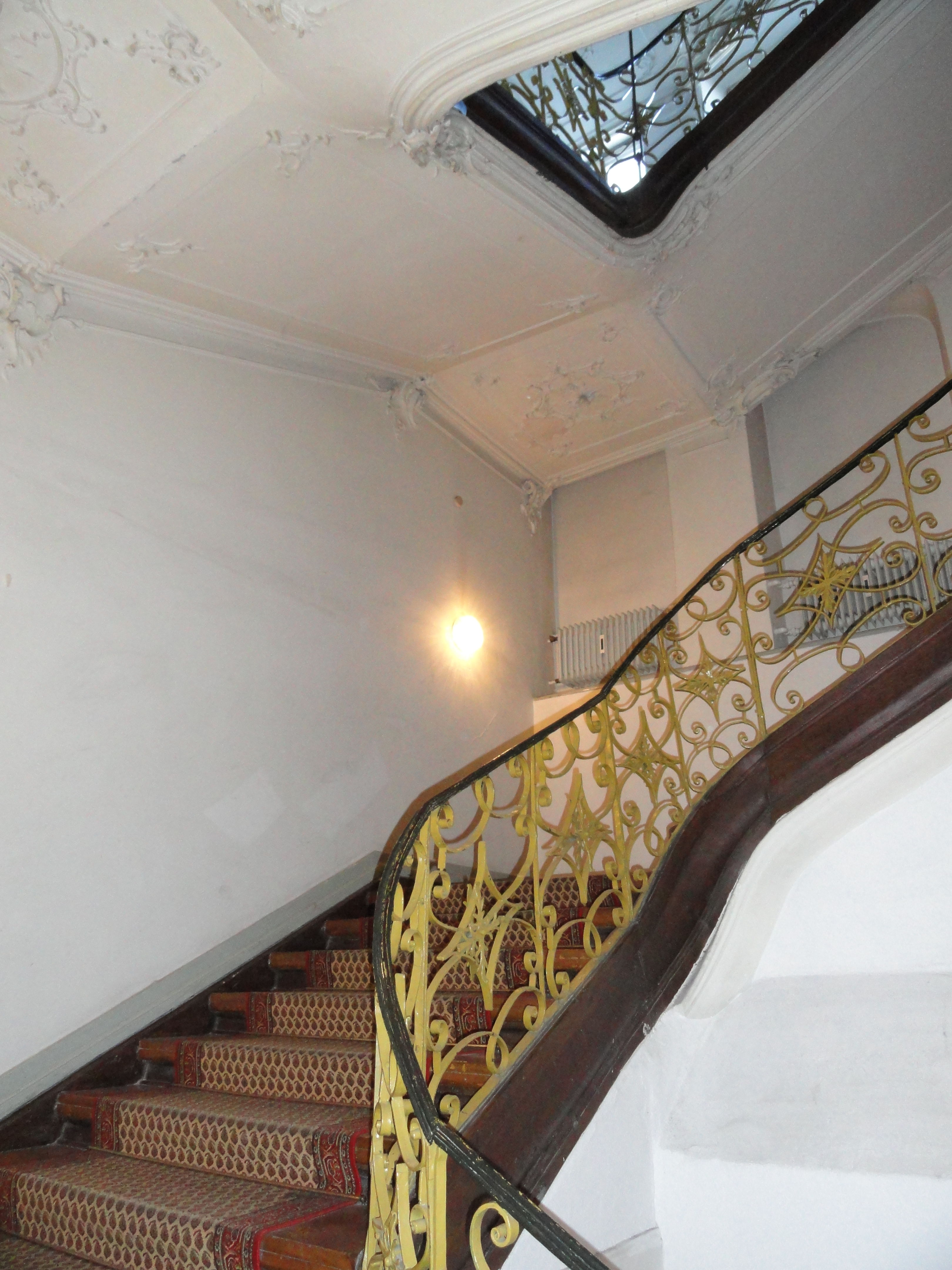
Treppenhaus im Londoner Hof

Der Londoner Hof (früher Biechteler Haus) ist ein denkmalgeschütztes Haus im Rokokostil in der kreisfreien Stadt Kempten. Es gilt als eines der schönsten Gebäude in der Kemptener Altstadt und trägt die Adresse Rathausplatz 2.

## Geschichte
Das Gebäude wurde im Jahr 1764 durch den Kaufmann Johann Christoph Fehr als Patrizierpalais erbaut. Der Bauherr hat sich mit seinem Wappen im Giebelfeld der Fassade verewigt. 1827 wurde das Haus zum Hotel umgebaut und in Hotel und Albergo Londoner Hof umgetauft. Im Jahr 1885 wurde das Haus durch eine Eisenhandelsfamilie aufgekauft und diente als Geschäftshaus.

## Beschreibung
Das Haus befindet sich zwischen dem Rathausplatz und dem St.-Mang-Platz. Die viergeschossige Fassade ist goldgelb angestrichen und hat ein auffälliges Portal von Emanuel Seidl. Im Inneren befindet sich ein in gelben Farben gehaltenes Treppenhaus mit goldenem, schmiedeeisernem Geländer. Die Decke ist mit Rosetten geschmückt.